# Меняйлова, Наталья
Наталья Меняйлова (16 января 1989) — российская футболистка, полузащитница, игрок в мини-футбол и пляжный футбол.

## Биография
Победительница второй летней Спартакиады учащихся России.
В большом футболе начинала выступать за клуб «Виктория» (Белгород). В 2005 году стала серебряным призёром первого дивизиона России. В 2006 году со своим клубом играла в высшей лиге, где «Виктория» проиграла все свои матчи, а Меняйлова стала автором одного из двух голов команды в сезоне. В 2007 году, выступая снова в первой лиге, стала лучшим снайпером клуба (6 голов).
В 2010 году в составе подмосковного «Зоркого» стала победительницей первого дивизиона. После выхода клуба в высший дивизион более не выходила на поле, хотя ещё некоторое время включалась в заявки.
Выступала за юниорскую и молодёжную сборную России.
В 2011 году стала участницей первого розыгрыша чемпионата России по пляжному футболу в составе команды МГУП. В 2012 году стала лучшим снайпером чемпионата Москвы по пляжному футболу (14 голов) в составе команды «Болото». Также представляла МГУП в соревнованиях по мини-футболу.